# Paschiodes trichroa
Paschiodes trichroa là một loài bướm đêm trong họ Crambidae.